# ТЕС Дольна-Одра
ТЕС Дольна-Одра – вугільна теплова електростанція на північному заході Польщі, за два десятки кілометрів на південь від Щецина.

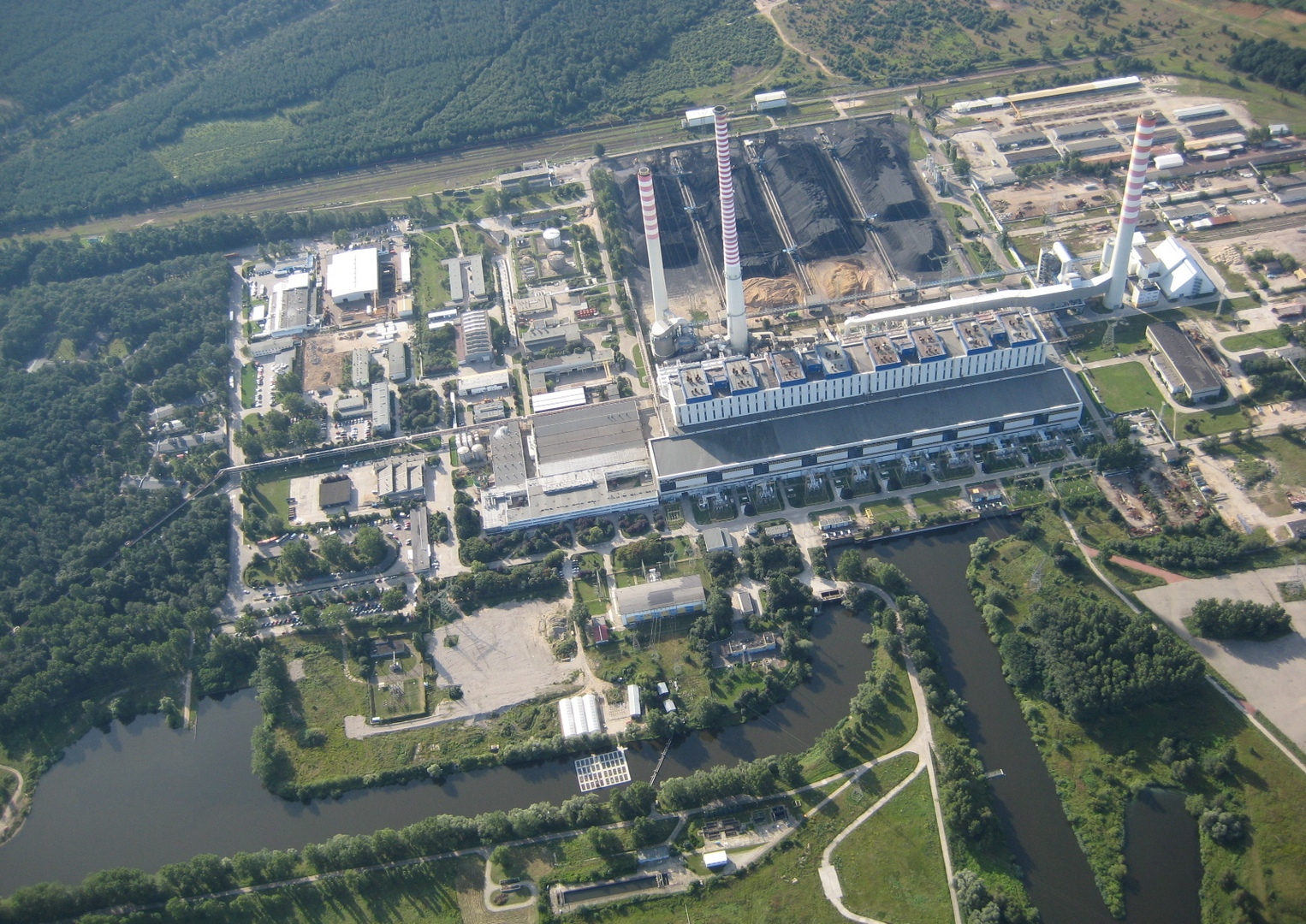
Ліворуч димар установки десульфуризації блоків 1 та 2, праворуч – аналогічного об’єкту блоків 5 – 8. По центру димар побудови 1970-х років (правіше від нього раніше був ще один такий же)

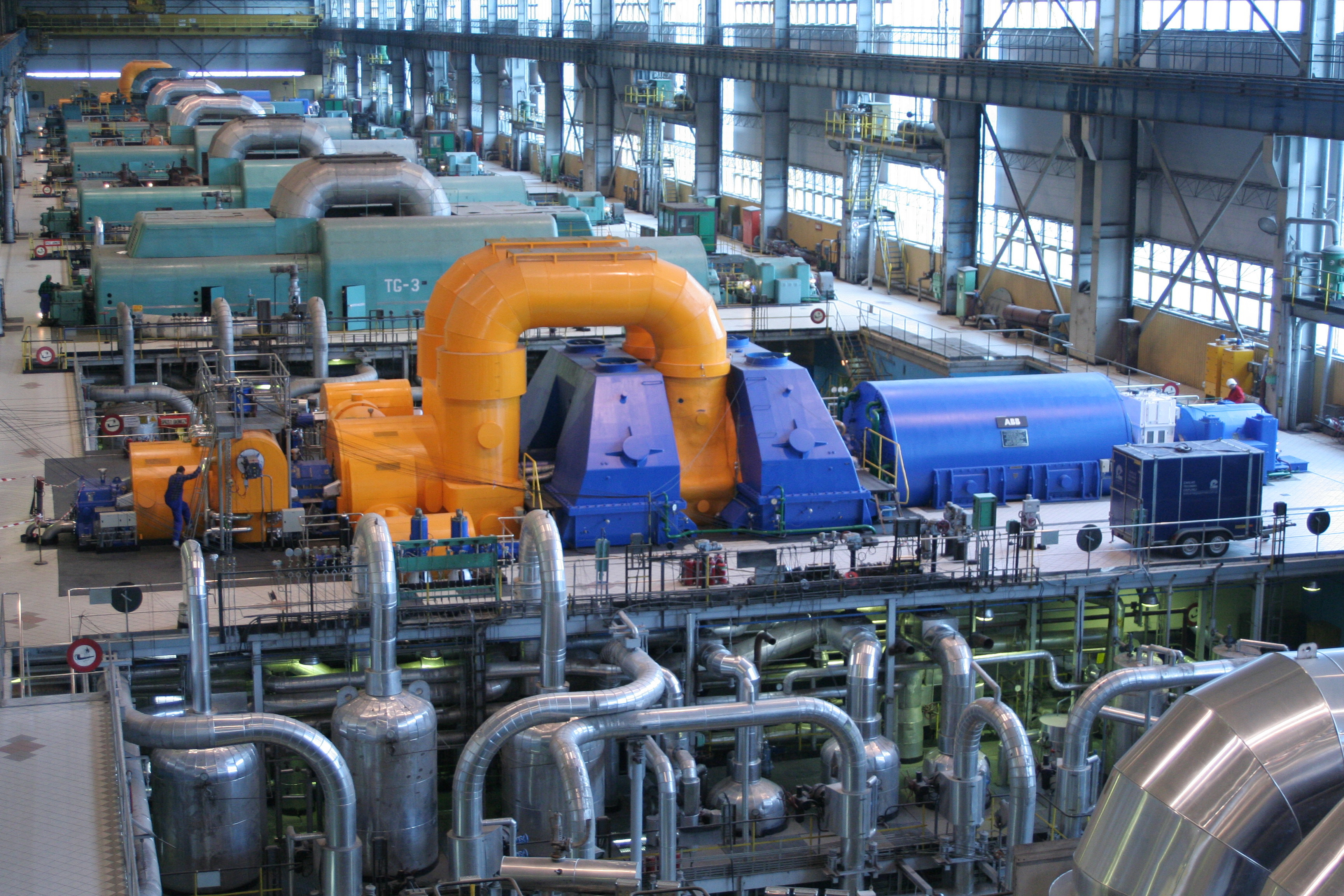
Машинний зал станції

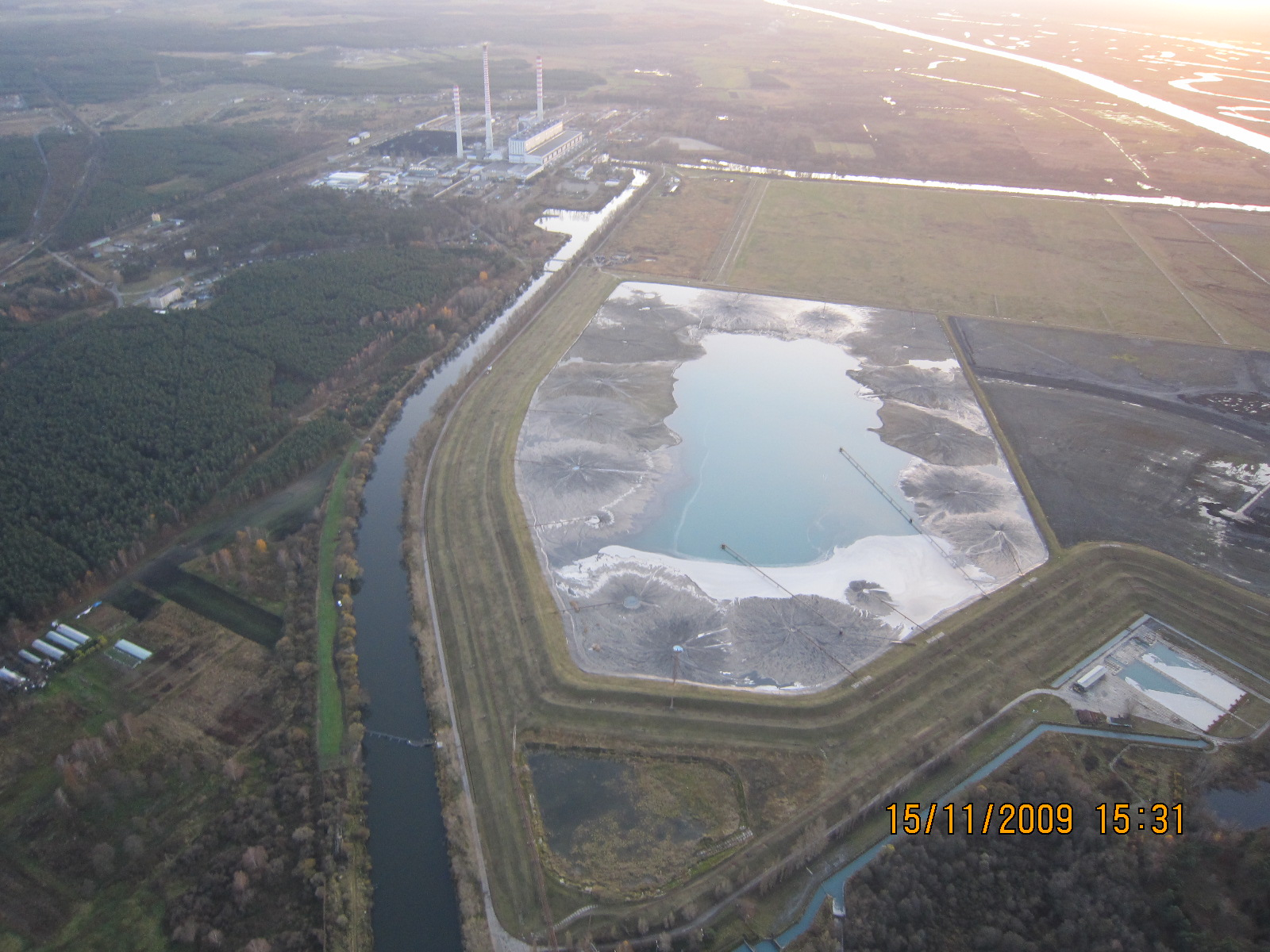
Золовідвал

У 1974 – 1977 роках на майданчику станції звели вісім енергоблоків потужністю по 200 МВт. Турбіни К-200-130 для блоків №3 та №4 постачив Ленінградський механічний завод, тоді як інші обладнали виробами 13К215 польської компанії Zamech із Ельблонгу. Генератори для блоків 2, 3, 4, 7 та 8 також надійшли з СРСР від Електросили, а ще три постачили з Dolmel (Вроцлав). Зате всі вісім котлів ОР-650 виготовила компанія Rafako із Рацибужа.
У 1994 – 1996 роках блоки 1, 5 та 6 модернізували до показника у 222 МВт (з доведенням генераторів до типу GTHW-230), а в 1996 – 1999 потужність блоків 2, 7 та 8 збільшили до 232 МВт (генератори GTHW-230-2А). При цьому в 2012-м та 2014-му блоки 3 та 4 вивели з експлуатації, так що загальна потужність станції наразі становить 1362 МВт. Крім того, вона може постачати 101 МВт теплової енергії.
Воду для охолодження забирають із річки Одра.
Для видалення продуктів згоряння у 1970-х спорудили два димарі висотою по 250 метрів.
В 2000-му стала до ладу установка десульфуризації газів блоків 1 та 2, для якої звели димар висотою 200 метрів. А у 2003-му ввели в експлуатацію установку такого ж призначення для блоків з 5-го по 8-й, котра має димар висотою 197 метрів. Після цього один з двох старих димарів демонтували.
Зола частково відвантажується автотранспортом стороннім покупцям (для виробництва бетону та використання з метою меліорації), а залишок транспортується до золовідвалу гідравлічним способом.
Видача продукції відбувається по ЛЕП, розрахованим на роботу під напругою 400 кВ, 220 кВ та 110 кВ.